# The Format
The Format è il sesto album del rapper statunitense AZ, pubblicato nel 2006. Il disco contiene le collaborazioni di M.O.P., Little Brother e artisti della Quiet Money, etichetta di AZ. Alle produzioni, tra gli altri, anche Lil' Fame, Phonte, Statik Selektah e DJ Premier.
Il singolo principale estratto dall'album fu The Format, prodotto da DJ Premier, con Vendetta sul lato B. The Format conteneva anche la bonus track Royal Salute, una risposta al pezzo What If, di 50 Cent, che conteneva alcuni versi contro AZ. A ottobre 2007 la Quiet Money fece uscire The Format (Special Edition), con sei tracce aggiuntive, tra cui Royal Salute.

## Ricezione
| Recensione | Giudizio |
| ---------- | -------- |
| Exclaim!   | positivo |
| XXL        | [ 4 ]    |
| HipHopDX   | [ 5 ]    |
| RapReviews | [ 6 ]    |
| Prefix     | [ 7 ]    |

Il disco è il più fiducioso e maturo dell'artista, che dimostra di avere ancora un flow brillante; The Format è un lavoro coerente la cui produzione è generalmente apprezzata, tuttavia la traccia Doing That è criticata.

## Tracce
1. I Am the Truth – 3:59 – Fizzy Womack
2. Sit 'Em Back Slow (featuring M.O.P.) – 3:48 – Face Defeat, Fizzy Womack
3. Get High – 3:06 – Emile
4. Make Me (featuring Fresh) – 3:09 – Emile
5. Games (featuring Samson) – 3:50 – Bob Perry, Arnold Mischkulnig
6. Rise and Fall (featuring Little Brother) – 4:10 – J. Cardim
7. Animal – 3:48 – Statik Selektah
8. Doing That (featuring Jha Jha) – 4:07 – Fizzy Womack
9. This Is What I Do – 3:18 – J. Cardim
10. The Format – 3:03 – DJ Premier
11. Vendetta – 3:14 – J. Cardim
12. Game of Life – 4:06 – Emile
13. Royal Salute (Bonus Track) – 2:20 – Emile

Tracce bonus nella Special Edition
1. Life – 3:58 – AZ
2. Seems That Way – 4:06 – AZ
3. You Know – 4:04 – AZ
4. The Love of Money – 3:11 – AZ
5. Damn It Feels Good – 3:49 – AZ

## Classifiche

### Classifiche settimanali
| Classifica (2006)         | Posizione massima |
| ------------------------- | ----------------- |
| US Top R&B/Hip-Hop Albums | 59                |
| US Independent Albums     | 35                |